# Super Robot Wars GC
Super Robot Wars GC (スーパーロボット大戦GC?, Sūpā Robotto Taisen Jīshī) è il primo ed unico titolo della serie Super Robot Wars della Banpresto pubblicato per Nintendo GameCube il 16 dicembre 2004. Il videogioco è stato convertito per Xbox 360 con il titolo Super Robot Wars XO (スーパーロボット大戦XO?, Sūpā Robotto Taisen Ekkusu Ō), che ha una modalità online chiamata Super Robot Competition (スーパーロボット対戦?, Sūpā Robotto Taisen).

## Serie presenti nel videogioco
- Blue Comet SPT Layzner
- Daltanious
- Heavy Metal L-Gaim
- Trider G7
- J9 Trilogy:
  - Bryger
  - Baxinger (debutto)
  - Sasuraiger (debutto)
- Mazinkaiser (OAV) (debutto)
- Metal Armor Dragonar
- Mobile Suit Gundam
  - Mobile Suit Gundam: The 08th MS Team
  - Mobile Suit Gundam 0080: War in the Pocket
  - Mobile Suit Zeta Gundam
  - Mobile Suit Gundam ZZ
  - Mobile Suit Gundam: Char's Counterattack
- Saikyō Robo Daiōja (debutto)
- Shin Getter Robot contro Neo Getter Robot (OAV)
- Dancougar
- Zettai Muteki Raijin-Oh (debutto)